# Planitiae di Encelado
Segue una lista delle planitiae presenti sulla superficie di Encelado. La nomenclatura di Encelado è regolata dall'Unione Astronomica Internazionale; la lista contiene solo formazioni esogeologiche ufficialmente riconosciute da tale istituzione.
Le planitiae di Encelado portano i nomi di personaggi e luoghi tratti da Le mille e una notte.

## Prospetto
| Planitia          | Eponimo                                                                                       | Latitudine | Longitudine | Diametro |
| ----------------- | --------------------------------------------------------------------------------------------- | ---------- | ----------- | -------- |
| Diyar Planitia    | Diyar - Regno del padre del protagonista de La storia di Codadad e dei suoi fratelli.         | 13,4° S    | 108,05° W   | 325 km   |
| Sarandib Planitia | Sarandib - L'antico nome di Sri Lanka, visitata da Sindbad il marinaio nel suo sesto viaggio. | 10,23° N   | 48,18° W    | 165 km   |